# Los Cinco se ven en apuros
Los Cinco se ven en apuros es un libro de la escritora británica Enid Blyton escrito en 1949. Corresponde al octavo libro de la colección de Los Cinco. En 1970 se realizó una película danesa basada en este libro, su título es: De 5 i fedtefadet 

## Argumento
Durante las vacaciones, los Cinco planean una excursión, viajando en bici, comiendo y acampando. En una de las etapas, encuentran a Ricardo, un niño que los acompaña durante gran parte de la etapa. Mientras que Julián y Jorge van a una granja vecina a buscar comida, Dick y Ana se quedan reparando un pinchazo en el bosque donde van a acampar, allí les aparece Ricardo diciendo que Rooky, el ex-guardaespaldas de su padre quiere raptarlo. Al no encontrar a Julián y a Tim, decide ir a buscarlos. Mientras Ana sube a un árbol para intentar seguir a Ricardo, Dick sigue reparando su pinchazo, y dos hombres que lo confunden con Ricardo se lo llevan ante la atónita mirada de Ana.
Cuando llegan Julián y los otros, Ana refiere que los secuestradores mencionan Owl's Dene como sitio a donde se dirigían. En el mapa solo está Owl's Hill, a donde se dirigen, encontrando una finca llamada Owl's Dene. Logran entrar en la finca, pero son capturados por Mr Perton, el propietario, que los encierra en una habitación. Julián consigue escapar y descubre que la casa es un refugio para fugitivos. 
Ricardo se esconde en el maletero de uno coches, y cuando se detiene en la ciudad, se dirige a la comisaría, acudiendo con la policía a Owl's Dene. Mientras, Dick, Jorge y Ana se esconden en una habitación secreta mientras Julián abre las puertas de la finca. La policía detiene a Weston, un convicto fugado por robo de diamantes, a Mr Perton y a Rooky.

## Personajes
- Los Cinco: Julián, Dick, Jorge, Ana y Tim.
- Ricardo Kent (Richard Kent, hijo del millonario Thurlow Kent)
- Aggie (Ama de llaves de Owl's Dene)
- Rooky (ex-guardaespaldas de Thurlow Kent)
- Mr Perton (líder de una banda de gansters)
- Hunchy, Ben y Fred (hombres de Mr Perton)
- Weston (convicto fugado, ladrón de diamantes)

## Lugares
- Middlecombe Woods